# Юртик (село)
 Юртик  — село в Нолинском районе Кировской области. Входит в состав Медведского сельского поселения.

## География
Расположено на расстоянии примерно 15 км на юго-восток от райцентра города Нолинск.

## История
Известно с 1720 года как село Ильинское, в 1764 году 28 душ мужского пола. В 1802 году в селе (уже Ильинское или Юртик) 8 дворов. В 1873 году (село Юртик) дворов 17 и жителей 145, в 1905 28 и 180, в 1926 31 и 132, в 1950 32 и 119, в 1989 249 жителей. В селе каменная Ильинская церковь построена в 1829 году.  

## Население
Постоянное население составляло 177 человек (русские 98%) в 2002 году, 121 в 2010.